# Ourentã
Ourentã est une localité portugaise faisant partie de la municipalité de Cantanhede, dans le district de Coimbra.

## Géographie
Le territoire de Ourentã comprend actuellement les villages et lieux-dits suivants :
- Lapa
- (Moinhos das) Sete Fontes
- Pacinho
- Póvoa do Bispo
- Ourentã

Sa superficie est de 17,88 km2 pour 1 310 habitants (2001). Densité: 73,3 hab/km².

## Histoire
Le nom Ourentã apparaît pour la première fois sur des documents datant de 1129, mais on suppose que l'endroit devait déjà être habité depuis au moins l'époque celtique.
Les Arabes ont aussi laissé des vestiges avec différents toponymes comme Almarges, Almoinhas ou Alcarias.
On ne connait pas exactement l'origine de son nom, mais on suppose qu'il provient du mot “Aurentana”, derrivé du mot latin “aurum”, qui signifie "or".

L'Église Paroissiale est très ancienne, elle a été érigée en l'honneur de Notre Dame de la Conception. On ignore sa date de construction, mais on sait qu'elle existait en 1532. L'église actuelle date de 1756.
Autres monuments : Le Cruzeiro, un calvaire, La Chapelle de Notre Dame de Nazareth, date de 1663.
C'est à Ourentã, en 1672, qu'est né Frei Manuel dos Santos, moine cistercien de Alcobaça, qui a été Chroniqueur officiel du Royaume de Portugal.
Le prêtre Manuel António Marques a dirigé la paroisse entre 1939 et 2004.